# El mejor de los mundos posibles

Gottfried Wilhelm Leibniz

La frase «el mejor de todos los mundos posibles» (en francés: le meilleur des mondes possibles; en alemán: Die beste aller möglichen Welten) fue acuñado por el filósofo alemán Gottfried Leibniz en su obra Essais de Théodicée sur la bonté de Dieu, la liberté de l'homme et l'origine du mal (Ensayos de Teodicea sobre la bondad de Dios, la libertad del hombre y la Origen del mal a la sociedad ) de 1710. Escribió en su Carta a des Bosses en 1711: «si no hubiera la mejor serie posible, Dios no habría creado nada, pues no puede obrar sin una razón o preferir lo menos perfecto a lo más perfecto». La afirmación de que el mundo real es el mejor de todos los mundos posibles es el argumento central en la teodicea de Leibniz, o su intento de resolver el problema del mal.

## Problema del mal
Entre sus muchos intereses y preocupaciones filosóficas, Leibniz asumió esta pregunta teodícica: si Dios es omnibenevolente, omnipotente y omnisciente, ¿cómo explicamos el sufrimiento y la injusticia que existen en el mundo? Históricamente, los intentos de responder la pregunta se han realizado utilizando varios argumentos, por ejemplo, explicando el mal o reconciliando el mal con el bien. 
Leibniz esbozó su teoría del mundo perfecto en su trabajo Monadología, exponiendo el argumento en cinco afirmaciones: 
1. Dios tiene la idea de infinitos universos.
2. Solo uno de estos universos puede existir realmente.
3. Las elecciones de Dios están sujetas al principio de razón suficiente, es decir, Dios tiene razón para elegir una cosa u otra.
4. Dios es bueno.
5. Por lo tanto, el universo que Dios escogió para existir es el mejor de todos los mundos posibles.[2]

Para entender su argumento, estas cinco declaraciones pueden ser agrupadas en tres premisas principales. La primera premisa (correspondiente al primer y segundas declaraciones) declara que el dios sólo puede escoger un universo de la cantidad infinita de universos posibles.  (El plazo "un universo"  no necesariamente significa una realidad física tridimensional sola, pero refiere al total de suma de la creación del dios, y así podría incluir mundos múltiples.)  La segunda premisa (las declaraciones tercera y cuarta) expone que Dios es una existencia perfecta y que sus decisiones están basadas en la razón. La tercera premisa (la quinta declaración) concluye que el mundo existente, escogido por Dios, es el mejor.
Leibniz usó el cristianismo para respaldar la validez de todas las premisas. Para la primera premisa, la existencia y el papel de Dios como el creador del mundo fueron probados por la Biblia. La segunda premisa está probada ya que "Dios actúa siempre de la manera más perfecta y más deseable posible". Por lo tanto, su elección siempre será la mejor, y solo la existencia perfecta puede tomar una decisión perfecta a lo largo del tiempo. Como todas las premisas son correctas, entonces Leibniz concluyó: "El universo que Dios escogió para existir es el mejor de todos los mundos posibles".
Para establecer su argumento, Leibniz se enfrentó con el problema del pecado y el mal en el mundo que obviamente existe y se considera como la imperfección del mundo. Leibniz dijo: "No creo que un mundo sin maldad, preferible para nosotros, sea posible; de lo contrario, habría sido preferible. Es necesario creer que la mezcla del mal ha producido el mayor bien posible. De lo contrario, el mal no hubiera sido permitido ". En otras palabras, si un mundo sin maldad es más perfecto de alguna manera, entonces el mal no habría ocurrido, y el mundo sin maldad sería nuestro mundo. Dios puso la maldad en el mundo para que entendiéramos la bondad que se logra al contrastarla con la maldad. Una vez que entendimos el mal y el bien, nos da la capacidad de producir el "mayor bien posible" de toda la bondad. El mal alimenta la bondad, lo que lleva a un sistema perfecto. 

## Libre albedrío y determinismo
Para Leibniz, una preocupación central adicional es la cuestión de reconciliar la libertad humana (y de hecho, la propia de Dios) con el determinismo inherente en su propia teoría del universo. La solución de Leibniz proyecta a Dios como una especie de "optimizador" de la colección de todas las posibilidades originales: ya que es bueno y omnipotente, y como eligió este mundo de todas las posibilidades, este mundo debe ser bueno; de hecho, este mundo es el mejor de todos los mundos posibles. 
En su Discurso de metafísica, Leibniz establece por primera vez que Dios es un ser absolutamente perfecto. Él dice que la gente puede concluir esto lógicamente a través de la razón, ya que "las obras deben llevar la huella del trabajador, porque podemos saber quién era él simplemente inspeccionándolos". Él llama a esto el Principio de Plenitud, que dice que el conocimiento y el poder de Dios están en el grado más alto, más de lo que cualquier humano puede comprender. Debido a la omnipotencia de Dios, Leibniz hace la premisa de que Dios ha pensado en todas las posibilidades en las que hay que pensar antes de crear este mundo. Su perfección le da la capacidad de pensar "más allá del poder de una mente finita", por lo que tiene razones suficientes para elegir un mundo sobre el otro.
De todas las posibilidades, Dios eligió el mejor mundo porque no solo Dios es poderoso, sino que también es moralmente bueno. Él escribe "la felicidad de las mentes es el objetivo principal de Dios, que Él lleva a cabo en la medida en que la armonía general lo permita", es decir, un Dios benevolente solo hará acciones con la intención de buena voluntad hacia su creación. Si uno supusiera que este mundo no es el mejor, entonces asume que el creador del universo no es lo suficientemente conocedor, lo suficientemente poderoso o inherentemente bueno, porque un Dios inherentemente bueno hubiera creado el mejor mundo para el mejor de los casos. En general, sería una contradicción con su naturaleza buena y perfecta, por lo que el universo que Dios ha elegido para crear solo puede ser el mejor de todos los mundos posibles.
Por un lado, este punto de vista podría ayudarnos a racionalizar algo de lo que experimentamos: Imagina que todo el mundo está hecho de bien y mal. El mejor mundo posible tendría más bien y menos mal. El coraje es mejor que el no coraje. Podría observarse, entonces, que sin el mal para desafiarnos, no puede haber coraje. Dado que el mal saca a relucir los mejores aspectos de la humanidad, el mal se considera necesario. Así que al crear este mundo, Dios hizo algo malo para hacer lo mejor de todos los mundos posibles. Por otro lado, la teoría explica el mal no negándolo o incluso racionalizándolo, sino simplemente declarando que es parte de la combinación óptima de elementos que constituyen la mejor elección piadosa posible. Leibniz, por lo tanto, no afirma que el mundo sea en general muy bueno, sino que debido a las necesarias interconexiones de bienes y males, Dios, aunque omnipotente, no podría mejorarlo de una manera sin empeorarlo de alguna otra manera.
Giovanni Gentile, en su obra La teoría general de la mente como acto puro (L'atto del pensare come atto puro), afirmó que si Dios hubiera creado todo para que se alineara con la condición más favorable posible, supondría que toda la realidad está pre-realizada y determinada en la mente de Dios. Por lo tanto, el aparente libre albedrío mostrado por Dios, por su necesidad de estar atado por lo que es más bueno, y la humanidad en sus limitaciones derivadas de Dios para estar en línea con el más bueno, no son en absoluto libre voluntad, sino completamente determinadas. Así, en última instancia, relegado a los procesos naturalistas ciegos que atrapan tanto a Dios como a la humanidad por necesidad, robando a cualquier voluntad verdaderamente creativa y libre.

## Críticas
Los críticos de Leibniz, como Voltaire, argumentan que el mundo contiene una cantidad de sufrimiento demasiado grande para justificar el optimismo. Si bien Leibniz argumentó que el sufrimiento es bueno porque incita a la voluntad humana, los críticos argumentan que el grado de sufrimiento es demasiado severo para justificar la creencia de que Dios ha creado el "mejor de todos los mundos posibles". Leibniz también aborda esta preocupación considerando lo que Dios desea que ocurra (su antecedente) y lo que Dios permite que ocurra (su consecuente voluntad). Otros, como el filósofo cristiano Alvin Plantinga, criticaron la teodicea de Leibniz argumentando que probablemente no existe el mejor mundo posible, ya que uno siempre puede concebir un mundo mejor, como un mundo con una persona más moralmente justa.

### Bertrand Russell
La teodicea fue considerada ilógica por el filósofo Bertrand Russell. Russell sostiene que el mal moral y natural debe resultar del mal metafísico (imperfección). Pero la imperfección es meramente finitud o limitación; Si la existencia es buena, como sostiene Leibniz, entonces la mera existencia del mal requiere que el mal también sea bueno. Además, la teología cristiana libertaria (no relacionada con el libertarismo político) define el pecado original como no necesario pero contingente, resultado del libre albedrío. Russell sostiene que Leibniz no demostró lógicamente que la necesidad metafísica (voluntad divina) y el libre albedrío humano no sean incompatibles ni contradictorios.

### Voltaire
La afirmación de que "vivimos en el mejor de todos los mundos posibles" provocó un rechazo, sobre todo de Voltaire, quien se burló de Leibniz en su novela cómica Candido al tener al personaje Pangloss (una parodia de Leibniz y Maupertuis) repitiendo la frase como un mantra. 
Si bien Leibniz afirma que este universo es la mejor versión posible de sí mismo, el estándar de bondad no parece claro para muchos de sus críticos. Para Leibniz, el mejor universo significa un mundo que es "el más simple en hipótesis y el más rico en fenómenos", además de que "la felicidad de las mentes" es la meta principal de Dios. Voltaire, Bertrand Russell y otros críticos parecen equiparar la bondad del universo con ningún acto malo o malo, presumiendo que un universo que no contenía el mal sería "mejor" y que Dios podría haber creado tal universo, pero no lo eligió. Según Leibniz, ese no es el caso. Él cree que si existiera una mejor alternativa "Dios lo habría puesto en práctica". Esencialmente, Leibniz afirma que ningún ser humano puede realmente pensar en un mejor universo porque carece de una comprensión holística del universo, y Dios, que tiene esa comprensión holística, ya ha elegido la mejor opción. Todo esto cambia el significado de la bondad de la moralidad y las acciones a la calidad y los fenómenos de la existencia de este universo. A pesar de eso, el concepto de la bondad del universo sigue siendo un punto de gran controversia en el argumento de Leibniz, ya que alguien siempre podría discutir sobre la falta de bondad en el universo basada en esos parámetros.

### Spinoza
Si bien no critica directamente a Leibniz, Spinoza tiene una opinión radicalmente diferente sobre la creación y el universo. Spinoza cree que "todo lo que Dios piensa o concibe también debe existir", y combina la voluntad de Dios y el entendimiento de Dios donde Leibniz los separa. En otras palabras, Dios no puede imaginar un número infinito de mundos y "como un acto separado de voluntad" elige uno de esos para crear. ¿Cómo explica Spinoza la creación entonces? En pocas palabras, todo en el universo "es un resultado directo de la naturaleza de Dios". En el momento en que Dios piensa en algo, existe. Como no hay una cantidad infinita de universos (según Spinoza y Leibniz), Dios debe haber concebido un solo universo. Esto, sin embargo, todavía se encuentra con el problema de la existencia del mal. ¿Cómo puede Dios, en su perfección, crear un mundo capaz de maldad si el mundo es una extensión de su mente? En cualquier caso, Spinoza todavía intenta justificar una base no infinita para el universo, donde la realidad es todo lo que Dios ha pensado. 

## Otros filósofos
Aquino, utilizando la escolástica, trata el problema de "El mejor de todos los mundos posibles" en la Summa Theologica.

La base de la demostración está en lo que es. Pero de Dios no podemos saber qué es, sino sólo qué no es, como dice el Damasceno. Por lo tanto, no podemos demostrar la existencia de Dios.

Él contrarresta esto en general con la quinque viae, y en particular con esta respuesta: 

A las objeciones 1. Escribe San Agustín en el Enchiridio: Dios, por ser el bien sumo, de ninguna manera permitiría que hubiera algún tipo de mal en sus obras, a no ser que, por ser omnipotente y bueno, del mal sacara un bien. Esto pertenece a la infinita bondad de Dios, que puede permitir el mal para sacar de él un bien.
Suma teológica - Parte I - c.2 - 3